# Hrvatska pravna povijest
Hrvatska pravna povijest obuhvaća pravnu povijest Hrvata i hrvatskih država od dolaska Hrvata u 7. stoljeću do danas.

## Prva hrvatska država

### Rano razdoblje
Hrvatska država nastala je u prvoj polovini 9. stoljeća u zaleđu dalmatinskih gradova Zadra, Šibenika, Trogira i Splita. Od 7. do 8. stoljeća polarizira se hrvatsko društvo i dolazi do nastanka kmetova. U ranijoj povijesti nije zabilježeno postojanje ropstva, no kasnije se robom u Hrvatskoj moglo postati kupoprodajom, dužničkim ropstvom ili dobrovoljnom predajom Crkvi.
Razvojem feudalizma u Hrvatskoj postepeno nestaju slobodni seljaci (vilani). Seljaci su bili darivani feudalcima zajedno sa zemljom. Istodobno dolazi do obogaćivanja feudalaca (vlastele). Feudalci u Hrvatskoj su bili vojskovođe i rodovsko-plemenske starješine koje su se domogle bogatstva pljačkom i ratnim plijenom ili pripadnici kraljeve družine koje je kralj dizao na stupanj plemstva.
Čimbenici koji su utjecali na polariziranje hrvatskog stanovništva su ratovi, crkva i dalmatinski gradovi. Ratovima su vojskovođe i rodovsko-plemenske starješine ubirali najveći dio ratnog plijena dok su slobodni seljaci isplaćivali troškove rata. Crkva je u Hrvatskoj iskoristila svoj utjecaj u postizanju statusa feudalca. Boljom organizacijom posjeda služila je feudalcima za ugled; utjecala je na vladara savjetovanjem kako treba upravljati podanicima. Velika prednost bila je i ta što je jedino kler bio pismen. Dalmatinski gradovi su bili u boljem položaju od ostalih hrvatskih gradova, gospodarski i organizacijski. Hrvatski viši slojevi nastojali su se koristiti viškom dobara iz dalmatinskih gradova. Takav razvoj događaja doveo je do potpune polarizacije hrvatskog stanovništva i uspostave klasne vlasti.

### Društvena organizacija
U Hrvatskoj se nastavila feudalizacija, broj slobodnih ljudi se smanjuje, a raste broj kmetova (servi). U Hrvatskoj tada postoje tri sloja društva: slobodni ljudi (vilani), zavisni ljudi (kmetovi) i vlastela. Proces feudalizacije okončan je u 13. stoljeću.
U ranofeudalnoj Hrvatskoj postojale su rodovsko-plemenske organizacije koje su se manifestirale u velikim obiteljima, bratstvima, plemenskim župama, u zaostatku kolektivnog raspolaganja zemljištem, u kolektivnom jamstvu i odgovornosti za štetu i u vidu stalne borbe rodovskog i novog feudalnog uređenja (borba glagoljaša i latinaša, pogibija Zvonimira).
Postoje različite teorije o podrijetlu hrvatskog plemstva. Jedna je da hrvatsko plemstvo potječe od rodovsko-plemenskih starješina, druga da su se Hrvati nametnuli kao vladajući sloj starosjediteljima. Postoji i teorija da u ranofeudalnoj Hrvatskoj uopće nije bilo plemstva. Janković drži kako u ranofeudalnoj Hrvatskoj plemstvo potječe i od rodovsko-plemenskih starješina i kraljeve družine. Drugi bitan čimbenik u ranofeudalnoj Hrvatskoj bila je i Crkva koja je imala ogromne posjede s kmetovima.

### Organi vlasti

#### Vladar
Vladar je glavni organ vlasti. Vladar se smatrao patrimonijalnim vlasnikom čitavog državnog područja i gospodarom svojih podanika. Titule su se kroz vrijeme mijenjale; u početku je bio dux (prevodi se kao knez/vojvoda). Od Tomislava se hrvatski vladari nazivaju kraljevima (rex; 925.). Kako je u to vrijeme titula vladara odgovarala stupnju suverenosti (knez-kralj-car), smatra se da je suverenitet hrvatskog vladara osnažen mijenjanjem titule.
Vlast je u Hrvatskoj bila nasljedna. Još u rodovsko-plemenskoj organizaciji nasljednu vlast je stvarno ili formalno potvrđivala narodna skupština. I nakon stvaranja hrvatske države zadržan je visok stupanj demokratičnosti jer su se kraljevi krunili „po volji naroda“ (Vladislav) ili „pred čitavim narodom“ (Dmitar Zvonimir).
Vladar je imao sudsku dužnost i dužnost vrhovnog vojskovođe. Sudsku dužnost vršio je osobno, putujući po državi. Osim toga vladar je zastupao državu u inozemstvu. Za obavljanje državnih poslova, vladari su imali svoj dvorski i upravni aparat. Aparat se s vremenom razvijao. Svi dužnosnici u aparatu nazivani su općim nazivom „župan“.
Osnovna gospodarska podloga vladarovoj vlasti bila je njegova vrhovna svojina nad čitavom zemljom (dominium eminens) i pravo izravne svojine (dominium directum). Vladari su ubirali poreze od svojih podanika, naplaćivali danak mira od dalmatinskih gradova, ubirali carinu, dobivali poklone, naplaćivali globe itd.

#### Vijeće starješina
Da bi lakše upravljao zemljom, kralj se oslanjao na povlaštene slojeve stanovništva. Vladar je tražio pomoć i suglasnost od rodovsko-plemenskih starješina i pripadnika svoje pratnje. Na toj osnovi se, kao drugi organ vlasti, razvilo vijeće starješina. Vladar se u različitim pitanjima konzultirao s pripadnicima vladajuće klase koji su tada bili članovi vijeća. Vijeće je djelovalo ad hoc i nije bilo stalni organ. Vijeće bi se formiralo od pripadnika više klase u određenom trenutku gdje bi kralj boravio i tako rješavalo određena pitanja. Njegovo postojanje nije bilo utvrđeni nijednim aktom.

#### Narodna skupština
Narodna skupština bila je treći organ vlasti u ranofeudalnoj Hrvatskoj. Ljetopis popa Dukljanina govori o narodnoj skupštini na Duvanjskom polju koju je sazvao kralj Budimir (vjerojatno Tomislav). Skupština je trajala dvanaest dana i raspravljalo se o državnim granicama te organima vlasti. Na skupštini je okrunjen kralj te je izvršena administrativno-teritorijalna podjela. Doneseni su i zakoni te sakupljeni dobri običaji zapisani u knjizi sv. Metodija.
Kako se vidi iz Ljetopisa, narodna skupština bavila se svim važnijim pitanjima. S jačanjem klasne vlasti i vladara ona postepeno gubi značaj. To je bio rezultat procesa feudalizacije jer je broj slobodnih seljaka bivao sve manji. Vijeće je samo moglo donositi odluke, no kako bi dobili podršku naroda obraćalo su se i narodnim skupštinama. Narodne skupštine su izgubile svoj značaj u potpunosti s okončanjem feudalizacije.

#### Lokalna uprava
Hrvatska država bila je podijeljena na 11 župa, kako je navedeno u djelu Konstantina Porfirogeneta De administrando imperio. Na čelu župe bio je župan. Izvori također spominju i podžupane. Župe su se dijelile na satnije na čijem su čelu bili satnici. Dužnosti župana i satnika bile su slične. Glavi zadatak bio im je ubiranje poreza za vladara. Glavna razlika bila je u količini prikupljenog poreza; veći dio pripadao je županu, a manji satniku. Župani i satnici također su vršili i vojno-upravne i sudske poslove. Jedina isprava koja spominje teritorijalne župane je ona iz 892., koja navodi livanjskog i kliškog župana.
Najvažniji dužnosnik u Hrvatskoj poslije kralja bio je ban. Ban je bio gospodar triju župa koje su se nalazile na sjeverozapadu Hrvatske, Krbave, Like i Gacke i uživao je određenu autonomiju. U Hrvatskoj je najznačajniji ban u tom razdoblju bio Dmitar Zvonimir koji je bio ban u vrijeme Petra Krešimira IV. Titula potječe još od avarske tradicije (na avarskom znači bogat).

### Međunarodni odnosi
U ranofeudalnom razdoblju Hrvati su se u početku sukobljavali s Avarima, a kasnije i s Bizantom. Najznačajniji sukob dogodio se s Francima.
Franci su ostavili Hrvatima unutarnju samoupravu s pravom starješina da sami biraju svoje knezove. Nakon smrti Karla Velikog (814.) nastala je anarhija, a s njom ojačao i separatizam. U to vrijeme u franački feudalci na štetu hrvatskih knezova pokušavaju proširiti svoje feude što dovodi do jačanja državotvorne ideje među hrvatskim višim slojem. Ljudevit Posavski, na toj osnovi, započinje bunu protiv Franaka u Panonskoj Hrvatskoj. Ustanak je bio neuspješan zbog snage franačkih feudalaca i umiješanosti kneza Dalmatinske Hrvatske, Borne, koji je stao na stranu Franaka.
Tijekom 9. i 11. stoljeća hrvatska država jača iako je imala vanjske neprijatelje – Mletačku Republiku, Arape i Bizant. U to vrijeme titula kneza zamijenjena je kraljevskom. Vrhunac je Hrvatska doživjela u vrijeme Petra Krešimira IV.

### Pravo
U ranofeudalnoj Hrvatskoj pravo bilo je nerazvijeno. Najvažniji izvor prava bilo je običajno pravo koje se moralo primjenjivati u odnosima između slobodnih seljaka, zavisnih ljudi i vlastele.

#### Darovnice (povelje)
Pored običajnog postojalo je i pisano pravo. Ono se javlja u vidu darovnica (povelja). Darovnice su isprave kojima su vladari dodjeljivali ili potvrđivali određene privilegije i prava pripadnicima vladajuće klase, na prvom mjestu Crkvi. Ukupno je sačuvano 28 povelja. Mnoge od njih su prijepisi nastali kasnije, no dosta su slične originalima. Najstarija je Trpimirova povelja (852.). Sačuvana je još jedna Mutimirova, 13 Krešimirovih, 10 Zvonimirovih i tri kralja povelje Stjepana II. Povelje nisu pisane po istom obrascu, no imale su neke zajedničke crte. Sastojale su se od tri osnovna dijela: protokol (uvod), tekst te eshatokol (završne odredbe). Najvažniji dio povelje je dispozicija sadržana u tekstu. Ona predstavlja predmet pravnog posla.

##### Trpimirova povelja
Trpimirova povelja najstariji je pravni spomenik hrvatskog i slavenskog prava. Nastala je 852. Sadrži prve autentične podatke o hrvatskoj državi. Ona ukazuje na vladarovu neograničenu vlast jer se u povelji Trpimir zove vladarom „po Božjoj milosti.“ Povelja također potvrđuje da su vladari prije Trpimira imali sličnu vlast kao i on, te ukazuje na postojanje vladarovog aparata vlasti.
Na osnovu činjenice da u vrijeme Ljudevita Posavskog nije postojala država kod Hrvata i na osnovu podataka iz Trpimirove povelje, može se zaključiti da je hrvatska država nastala već u trećem desetljeću 9. stoljeća zajedno s postankom klasne vlasti koja je afirmirana s prijelazom iz drugog u treće desetljeće istog stoljeća. Trpimirova povelja ukazuje i na vrstu prve hrvatske države. Povelja pokazuje da se radilo o državi koja se formirala u feudalnu. Primjeri su darivanje zemlje Crkvi zajedno s ljudima (servima) koji su živjeli na njoj te činjenica da je Trpimir raspolagao državnim područjem i da je imao vlastite feudalne posjede. Iz Povelje također saznajemo da Trpimir nije bio potpuno samostalan. On je bio u vazalskom odnosu prema franačkoj vlasti u Italiji, kralju Lombardije Lotaru, no ta vlast je samo idejna. Hrvatska je od 879. potpuno samostalna.

## Dalmatinski gradovi do 12. stoljeća
U sastavu Hrvatske nalazili su se i dalmatinski gradovi, no zbog specifičnih uvjeta nastanka i razvoja dalmatinski su gradovi imali znatno drugačiji državnopravni položaj od ostalih dijelova Hrvatske. Dalmatinski gradovi potječu još od vremena antičke Grčke i znatno su se razvili u vrijeme rimske vlasti. Raspadom Zapadnog Rimskog Carstva u dalmatinskim gradovima dolazi do anarhije. Uskoro dolaze pod gotsku državu, te nakon kraćeg razdoblja dolaze pod bizantsku sferu utjecaja (536.). U to vrijeme dolaze Slaveni kada dalmatinski gradovi bivaju razrušeni. Tek poslije dolazi do obnavljanja nekih gradova.

### Ustroj vlasti
Dalmatinski gradovi zadržali su starokršćanske elemente organizacije spojene s novonastalim prilikama. Imali su specifičan razvoj u usporedbi s ostalim dijelovima Hrvatske. Politički čimbenici bili su svećenstvo i narod (clerus et populus), a u vlasti prisutni su biskup i načelnik grada (prior). Njih su birali članovi gradske komune.
Tijekom 8. i 9. stoljeća oporavlja se život u mnogim dalmatinskim gradovima. S obzirom na neovisan razvoj, dalmatinski gradovi postaju autonomni. U državno-pravnom pogledu, dalmatinski gradovi bili su pod bizantskom vrhovnom vlašću (dio bizantske Dalmatinske teme). Ta vlast bila je samo nominalna. Od druge polovine 9. stoljeća oni plaćaju danak hrvatskom kralju te povremeno bivaju u sastavu Hrvatske. U tom razdoblju bivali su i pod zaštitom Mletačke Republike. Godine 1105. ulaze u sastav Hrvatsko-Ugarskog Kraljevstva. Dalmatinski su gradovi u to vrijeme uživali unutarnju autonomiju, de facto su bili suvereni, ali ne i de iure.

#### Organi vlasti
Načelnik grada ili prior, od 11. stoljeća comes, je imao važan položaj, no ne isti kao i vladar. Biskup (koji je također imao važnu vlast) i prior bili su birani od strane stanovništva, no kasnije ta vlast pretendira postati nasljedna.
Gradsko vijeće bilo je drugi organ vlasti. Predstavljali su ga patriciji. Treći organ bila je narodna skupština. Imala je slične osobine kao i u ranofeudalnoj Hrvatskoj – bavila se važnim pitanjima i birala gradske dužnosnike. Činili su je slobodni ljudi koji su ranije imali politička prava. S vremenom je (u 13. stoljeću) potpuno iščezla. Prior je imao i svoje pomagače. Sudce – iudicator, iudex; službenici zaduženi za sigurnost grada – tribuni; a carinske i financijske poslove obavljali su camerarii i commerciarii.

### Društveno stanje
U tom razdoblju jača klasna podjela i u dalmatinskim gradovima. Pojavljuje se gornji sloj (cives maiores, nobiles) i siromašni sloj stanovništva (cives minores, ignobiles). Prvi sloj čini li su gradski patriciji, a drugi radnici, trgovci i dr. U 10., 11. i 12. stoljeću društvo se potpuno polariziralo na povlašteno (patriciji) i slobodno, ali politički obespravljeno stanovništvo (puk). S polarizacijom slabi i demokratičnost.

## Hrvatska u personalnoj uniji s Mađarskom
Nakon smrti Dmitra Zvonimira potkraj 11. stoljeća u Hrvatskoj se aktualizira „hrvatsko pitanje“ u kojemu sudjeluje domaće plemstvo, ugarska dinastija Arpadovića i papa. Najviše uspjeha ostvarili su Arpadovići. Godine 1097. došlo je do bitke između Hrvatske i Ugarske na Gvozdu kada je poginuo i posljednji hrvatski kralj Petar Snačić. U tom sukobu Slavonija je prisilno pripojena Ugarskoj. Koloman (Arpadović) je ostatak Hrvatske pod svoju krunu doveo na miran način 1102., sporazumom Pacta conventa kojeg je sklopio s hrvatskim velikašima. Te godine okrunjen je za hrvatskog kralja u Biogradu.

### Pacta conventa
U sporazumu s hrvatskim velikašima Koloman se obvezao da će poštovati njihova tradicionalna prava, garantirao im baštinska prava i oslobodio ih plaćanja danka u korist kralja. Velikaši su zauzvrat prihvatili Kolomana kao hrvatskog kralja i obvezali se da će vršiti vojnu službu i to do Drave o vlastitom, a preko Drave o kraljevu trošku. Postoji mišljenje da Pacta conventa nije međunarodni ugovor, između dvije države, već feudalni ugovor; odnosno sjedinjenje Hrvatske i Ugarske nije postignuto ugovorom ili osvajanjem već sporazumom između kralja i hrvatskih feudalaca.
Kada se Koloman 1102. okrunio za hrvatskog kralja, dobio je ovlast nad Hrvatskom od Drave do Gvozda i od Gvozda do Jadranskog mora. Unutarnji razvitak Hrvatske bio je različit; Slavonija je osjećala jači utjecaj Ugarske pošto je bila osvojena, dok je u Dalmatinskoj Hrvatskoj utjecaj Ugarske bio slab. 

### Državnopravni položaj hrvatskih zemalja u vrijeme personalne unije
Iako je cijela tadašnja Hrvatska bila u sastavu personalne unije, različiti dijelovi Hrvatske imali su drugačiji status. S obzirom na status razlikujemo tri dijela Hrvatske: Slavoniju, Dalmatinsku Hrvatsku i dalmatinske gradove. Slavonija je bila u najtežem položaju jer je osvojena ratom, a nalazila se pod izravnom i vrhovnom vlašću ugarskih kraljeva. Položaj Dalmatinske Hrvatske bio je povoljniji, tu je kralj vladao samo formalno, a de facto vlast su imali hrvatski velikaši. Kralj je posjedovao samo onu zemlju koju je nekada posjedovao hrvatski kralj. Zbog većeg utjecaja hrvatskog plemstva, tradicija hrvatske državnosti bila je daleko veća u Dalmaciji nego Slavoniji. U sastavu Hrvatsko-Ugarskog Kraljevstva, Slavonija i Hrvatska imale su dva razdoblja, prvo je trajalo do kraja 13. stoljeća, a drugo od 12. stoljeća, pa do okončanja personalne unije 1. siječnja 1527.

#### Slavonija
Budući da je Slavonija bila u punom posjedu ugarskih kraljeva, oni u njoj zavode sustav sličan ugarskom. Kralj je u početku bio vlasnik većine zemlje u kraljevstvu, a zbog lakše uprave nad državom uvodi županije (comitatus). Sjedište županija bilo je u utvrđenim gradovima odakle su županijom upravljali župani (comes). Župani su bili obični službenici, imali su vojnu, sudsku i upravnu vlast, a kralj ih je smjenjivao po volji.
Najvažnija vlast župana bila je vojna, a kao takav upravljao je vojskom slobodnih seljaka (milites) i gradskih posada sastavljenih od kmetova (iobagiones castri). Župani su bili sudci, rukovoditelji financijskih poslova te prikupljali dažbine slobodnih seljaka na području županije. Županijsko uređenje trajalo je oko 100 do 150 godina, kada je Mađarska, pod vanjskim utjecajem, došla pod feudalizacijski proces. U vrijeme Kolomana Slavonija se dijelila na tri županije: zagrebačku, varaždinsku i križevačku. Tijekom 12. stoljeća formirano je još županija, i to: vukovarska, požeška, virovitička i srijemska. Osnivanje županija u Slavoniji diktirali su gospodarski i politički razlozi, isti kao i u Ugarskoj.

#### Dalmatinska Hrvatska
Dalmatinska Hrvatska nije bila pod izravnim utjecajem kralja, pa je u njoj dugo vremena zadržano staro hrvatsko ranofeudalno uređenje. Kralj je Dalmatinsku Hrvatsku povjerio posebnom dužnosniku, banu. Ban je imao vrlo visoke ovlasti, skoro jednake kao kralj. On je sazivao i predsjedavao saborima, davao kraljevske donacije, povlastice itd.
Do kraja 13. stoljeća postojao je samo hrvatski ban, no slabljenjem županija i jačanjem feudalaca javlja se i slavonski ban. Ranije za položajem bana u Slavoniji nije bilo potrebe jer su županije bile pod izravnom upravom kralja, što se mijenja s procesom feudalizacije. Ban u Slavoniji djeluje kao kraljev dužnosnik koji osigurava koordinaciju u akcijama, feudalnoj anarhiji sklonih, feudalaca.
Dva bana postojala su sve do početka 16. stoljeća, kada se položaj slavonskog bana ukida. Hrvatska je tada gubila područje pod naletom Turaka, a hrvatski su se velikaši sklanjali u Slavoniju, što je dovelo do ujednačavanja društveno-političkih ustanova, pa se izgubila potreba za dva bana. Titula bana postojala je sve do 1918. Pored bana ponekad se pojavljivao dux ili herceg, kao namjesnik kralja. Tu dužnost dobivali su određeni članovi iz dinastije Arpadovića, a kralj im je dodjeljivao veću vlast od banske.

#### Dalmatinski gradovi
Dalmatinski su gradovi ušli u sastav Hrvatsko-Ugarskog Kraljevstva nešto kasnije te su uživali najveću autonomiju. Godine 1107., hrvatsko-ugarski kralj je zagarantirao povlastice i priznao im državnopravni status kojeg su uživali u Bizantu i ranoj hrvatskoj državi. Sačuvana je jedino povelja kojom se garantiraju privilegije gradu Trogiru, zvana Trogirska diploma. Povelje ostalim gradovima bile su vrlo slične.
Kralj je u Trogirskoj diplomi obećao čvrsti mir, odnosno pružanje zaštite u slučaju agresije na grad; oslobođenje „tributa mira“, pravo biranja gradskog biskupa i priora (načelnika), pravo samostalnog donošenja zakonskih akata, autonomnu upravu i sudstvo. Dvije trećine carine išle su kralju, a ostatak je pripadao gradu; zabranjeno je useljavanje strancima i priselica, a dano je pravo građanima da napuste grad ako su nezadovoljni.
Dalmatinski gradovi su od ulaska u sastav hrvatsko-ugarske države, pa do 15. stoljeća bili metom sukoba između hrvatsko-ugarske države i Venecije, kada su konačno ušli u sastav Mletačke Republike, koja s vremenom ukida autonomiju dalmatinskih gradova.

### Donacijski sustav

#### Slavonija
Drugo razdoblje u povijesnom razdoblju Slavonije počelo je uvođenjem ugarskog feudalnog sustava (donacijski sustav). Kako su izgubili potporu pape i kako se županijska vojska pokazala neučinkovitom, ugarski su kraljevi morali tražiti potporu feudalaca. Time su kraljevi držali kako će feudalci učinkovitije braniti svoju vlastitu kao zemlju, a ujedno i granice kraljevstva. Daljnjim dodjeljivanjem zemlje feudalcima započinje proces feudalizacije u Hrvatsko-ugarskom Kraljevstvu.
Kralj bi poveljom darovao zemlju određenom feudalcu obvezujući ga na vojnu službu. Feudalac je imao gospodarski, sudski i upravni imunitet, te su mogli raspolagati donacijom. Donacija se mogla nasljeđivati do stupnja srodstva određenom u povelji. Postojala su dva slučaja u kojima feudalac gubi zemlju. Prvi je nota infidelitatis, odnosno veleizdaja. U kategoriju veleizdaje spadala je nevjera, krivotvorenje isprava, uvreda prema kralju odnosno banu, krivotvorenje novca itd. Drugi slučaj je kada feudalac ostane bez nasljednika, odnosno defectus seminis, tada bi njegova zemlja postajala vlasništvo kralja.
Vrijednost donacija računala se prema broju kmetovskih selišta (domaćinstava). Više domaćinstava činilo je selo. Kralj je nekada davao čitave župe u donaciju. Feudalci su dobivali zemlju od vladara i prema njemu su bili u izravnom odnosu. Specifičnost feudalnog sustava u hrvatsko-ugarskoj državi bila je u tome što feudalci nisu morali darivati vladara u posebnim slučajevima. Mađari su donacijski sustav uveli i u hrvatske zemlje, prvenstveno u Slavoniji, gdje je zemlja davana uglavnom ugarskim velikašima, zbog čega je Slavonija čvrsto vezana za Ugarsku te je bila pod većim utjecajem kralja nego ostali dijelovi Hrvatske.

#### Dalmatinska Hrvatska
U Dalmatinskoj Hrvatskoj se dugo očuvao tradicionalni ranofeudalni sustav, no kasnije kralj uvodi i u Dalmatinsku Hrvatsku donacijski sustav. On u početku velikašima daje čitave župe, da bi se kasnije i baštine zapisivale kao donacije. Godine 1193. dogodila se prva donacija u Hrvatskoj kada je župa Modruša dana krčkom knezu Bartolu.
U 13. i 14. stoljeću donacijski sustav se učvršćivao u Hrvatskoj. Donacijski sustav imao je niz specifičnosti u Hrvatskoj, velikaši su bili Hrvati; donacije su bile velike (davane su čitave župe), što je pogodovalo razvijanu snažnih velikaških obitelji (Šubić, Frankopan, Nelipić, Babonić i dr.); iako se pravni režim donacijskog sustava polako vezao i za Hrvatsku, u njoj je dugo vrijedilo običajno pravo oko nasljeđivanja baštine.
Kada je u Hrvatskoj u potpunosti uveden donacijski sustav, hrvatski su velikaši bili izjednačeni s onima u ostatku države, a kategorija velikaša još više učvršćuje svoja baštinska prava kraljevskim privilegijama. Time je Pacta conventa izgubila svoj značaj jer su hrvatski plemići izgubili svoju specifičnost.

### Plemstvo u vrijeme personalne unije
Donacijski sustav utjecao je i na društvene prilike, pa je društvo potpuno polarizirano. Nestali su slobodni seljaci, koji su postali kmetovi; velikaški sloj se raslojava na veliko, srednje i malo plemstvo te dolaze u sukob, stvarajući često tako feudalnu anarhiju. Kraljeva moć slabi, kao i županijsko uređenje države. Županije se razgrađuju i staro županijsko uređenje zamijenjeno je novim. Ta pojava dovodi do stvaranja slobodnih kraljevskih gradova. Takav razvoj događaja pogodovao je nastanku staleških sabora čime se Hrvatsko-ugarsko Kraljevstvo razvilo u stalešku monarhiju. Pobjedom feudalizma plemstvo postaje jedini nositelj političkih prava i upravljaju državom zajedno s kraljem. Iako su de iure svi plemići bili jednaki, oni su se de facto razlikovali, pa su stoga bili podijeljeni na krupno, srednje i sitno plemstvo.

#### Zlatna bula
Jačanjem krupnog plemstva slabi vladarova moć, a istodobno se krupno plemstvo širi na račun srednjeg i nižeg plemstva koje se protiv njih organizira. Sam kralj je također štetio srednjem i nižem plemstvu tako što je davao njihovu zemlji i emitirao novac (smanjivao vrijednost). Pod takvim okolnostima početkom 13. stoljeća nastala je neviđena anarhija. Srednje i sitno plemstvo prisililo je kralja Andriju II. da izda Zlatnu bulu 1222. godine. Zlatnom bulom regulirana su osnovna prava plemstva, koja su služila kao oruđe srednjeg i nižeg plemstva protiv zlouporabe kralja i višeg plemstva. Prava su bila izražena u 31 točki.
Između ostalog, kralj se obvezuje na organiziranje godišnjeg zbora plemstva na kojem će plemići imati pravo žaljenja protiv zlouporabe i nasilja; neprikosnovenost osobnosti i imanja (plemići ne mogu biti kažnjeni bez redovne sudske odluke i procedure). Plemići su oslobođeni zemljišnog poreza i priselice u korist kralja i zagarantirano im je pravo nasljeđivanja feudalnog imanja. Plemići su se obvezali da će sudjelovati u obrambenom ratu na strani kralja o svome trošku, a o trošku kralja kada kralj ide u ratni pohod. Kralj se obvezao da neće postavljati strance na visoke državne dužnosti, zabranjeno je ubiranje crkvene desetine u novcu i darivanje čitavih župa u donaciju.
Kralj se obvezao da neće vršiti zlouporabe pri izdavanju novca i osigurano je pravo plemićima na otpor i protest, odnosno pravo da silom natjeraju kralja na poštovanje Zlatne bule. Za kralja je ova bula bila poniženje, pa su je i kraljevi poslije Andrije pokušali ukinuti. Ona je ukinuta tek 1687.
Zlatna bula je poslužila kao osnova formiranja plemstva u politički narod koji će postati nositelj političkih prava i kao vladajuća klasa sudjelovati u upravljanju državom zajedno s kraljem putem svojih staleških skupina (sabora) u županijama, pokrajinama i čitavome kraljevstvu.

### Položaj gradova
Gradovi u Slavoniji nastaju tek poslije uspostave ugarske vlasti. U početku su to bila utvrđena mjesta koja su služila za obranu i kao središta županija. Razvoj trgovine i obrta bili su pretpostavka nastanku gradova u 13. stoljeću. Kako lokalno stanovništvo nije bilo vično trgovini i obrtu, kraljevi dovode strance, a da bi privukli veći pažnju stranih obrtnika i trgovaca, daju im privilegije. Gradovi su bili pod izravnom upravom župana.
Nakon uvođenja donacijskog sustava, feudalci vrše pritisak na građane koji su uz to bili izloženi i pritiscima župana. Stoga građani od kralja traže privilegije i povlastice, koje im kralj odobrava jer je i sam zbog donacijskog sustava oslabljen. Kralj daje gradovima sličan status kao i feudalcima. Pojedini građani nisu dobivali taj status, već grad kao kolektiv. Kralj je izdvajao gradove od izravne vlasti župana i davao im pravo na samoorganizaciju. Gradovi tako dobivaju različite povlastice u upravi, sudstvu, slobodi trgovačkog prometa i dr. Kralj je osim toga, gradovima davao i obližnju zemlju na kojoj su živjeli kmetovi. Kao i feudalcima, kmetovi su bili obvezni kulučiti, plaćati porez, popravljati gradove, čuvati prolaze itd. Gradovi su se zauzvrat obvezali na vojnu obvezu (davanje izvjesnog broja vojnika) i priselicu. Svaka gradska općina bila je i pravna osoba. Imala je isti status kao i plemići te iste privilegije i obveze: pravo na donaciju, oslobađanje od dažbina (osim priselice) i obvezu ratne pomoći kralju. Takve privilegije uživali su manje-više svi gradovi, a najpotpunije imao je grad Zagreb. Građani su zbog svoje autonomije bili zaštićeni od feudalaca, a pod utjecajem gospodarskog napretka u gradovima će se javiti prvi oblik kapitalističkog načina proizvodnje i prvi začetci građanske klase. Kasnije gradovi dobivaju pravo slanja izaslanika u sabor, uzimajući tako izvjestan udjel u općem političkom životu.
Razvojem donacijskog sustava mijenja se i županijsko uređenje. Područje nad kojim je upravljao župan se smanjivalo jer je gubio jurisdikciju nad crkvenom domenom te donacijama feudalaca i gradovima. Zbog donacijskog sustava, u županijama je potpuno prevladao utjecaj feudalaca. Županije su i dalje sačuvane kao administrativne jedinice, no vlast u njima obnašali su feudalci. Plemići koji su upravljali županijama putem skupština, sastavljenih od feudalaca, imenovali su nove organe vlasti, upravne i sudske. Zadržala se i dužnost župana, no umjesto nekadašnjeg kraljevog činovnika, on je postao feudalni dužnosnik, pa je tako on postao zaštitnih njihovih interesa. 
Takav sustav pomogao je feudalcima da se odupiru kraljevoj vlasti i da uspješno nastave izrabljivanje podčinjenih. Takvo županijsko uređenje sačuvano je u Hrvatskoj sve do 1848. s izvjesnim promjenama (jačanje centralne vlasti u županijama). Od 1848. prevladao je novi oblik županija oblikovan prema interesima građanstva.